# Port de Jafa
El port de Jafa (en hebreu: נמל יפו) és un antic port situat en la ciutat vella de Jafa, ara part de Tel-Aviv, Israel. Jafa i el seu port tenen una història que abasta més de tres mil·lennis. El port és esmentat en diverses obres antigues, incloent la Bíblia i Flavi Josep. Per més de 7.000 anys s'ha utilitzat activament, en períodes anteriors als musulmans, els cristians, els jueus i fins i tot els antics egipcis. Encara funciona com un petit port de pescadors. El port és una zona d'esbarjo amb restaurants i cafeteries. Un far està situat per sobre del port. En l'any 1917, durant la Primera Guerra Mundial, les tropes britàniques, comandades pel general Allenby, van derrotar els otomans i van prendre Jafa. La ciutat va esdevenir part del Mandat Britànic de Palestina i va ser administrada per l'Imperi Britànic (1922-1948). El 24 d'abril de 1950, la ciutat jueva de Tel-Aviv i la ciutat àrab de Jafa van ser unificades, i es va establir el municipi de Tel-Aviv-Yafo. Avui, els àrabs de diverses denominacions constitueixen uns 25.000 habitants, d'un total de 35.000 persones.